# AK-47 (groupe)
Pour les articles homonymes, voir AK-47 (homonymie).
 (mars 2024).
AK-47 est un groupe russe de hip-hop, originaire de Beriozovski, dans l'oblast de Sverdlovsk.

## Histoire
Le groupe se forme en 2004 et se nomme d'après le fusil d'assaut AK-47. Il se compose de deux membres : Viktor Gostyukhin Kalachnikov (alias Vitya AK) et Maxime Sergueïevitch Brylin (alias Maxi AK ou Maxi Kalachnikov). Le premier album d'AK-47, intitulé Berezovskiy, sort en 2009, suivi de l'album MegaPolice en 2010. Puis Vitaly sort plusieurs albums de son côté de 2010 à 2012 : deux premiers albums communs avec Beatmaker Tip, Two in One et 2B12, puis l'album Fat.
La nouvelle œuvre du groupe ne sort qu'en 2015 sous le titre Third, et un an plus tard, en 2016, les artistes présentent un album live, TGK/AK-47, en commun avec le groupe ouralien Triagrutrika. Malgré la présentation de l'album et les concerts en cours, on apprend en novembre 2016 que les interprètes cessaient d'être membres du label Gazgolder, leur contrat ayant expiré, mais le chanteur russe Basta déclare que la coopération se poursuivrait, le groupe assumant toutes les obligations administratives et organisationnelles.

## Discographie notable

### Albums studio
- 2009 : Berezovskiy
- 2010 : MegaPolice
- 2015 : Third
- 2016 : TGK/AK-47
- 2017 : Nouveau
- 2022 : ACTGK (avec Triagrutrica)

## Filmographie
En 2019, Vitya AK joue dans le court métrage Last Quest de Peter Fedorov, sur un employé de bureau toxicomane.

## Distinctions
- 2010 : Russia Street Awards - lauréat dans la catégorie « découverte hip-hop de l'année »[3].